# Eparchia di Čita

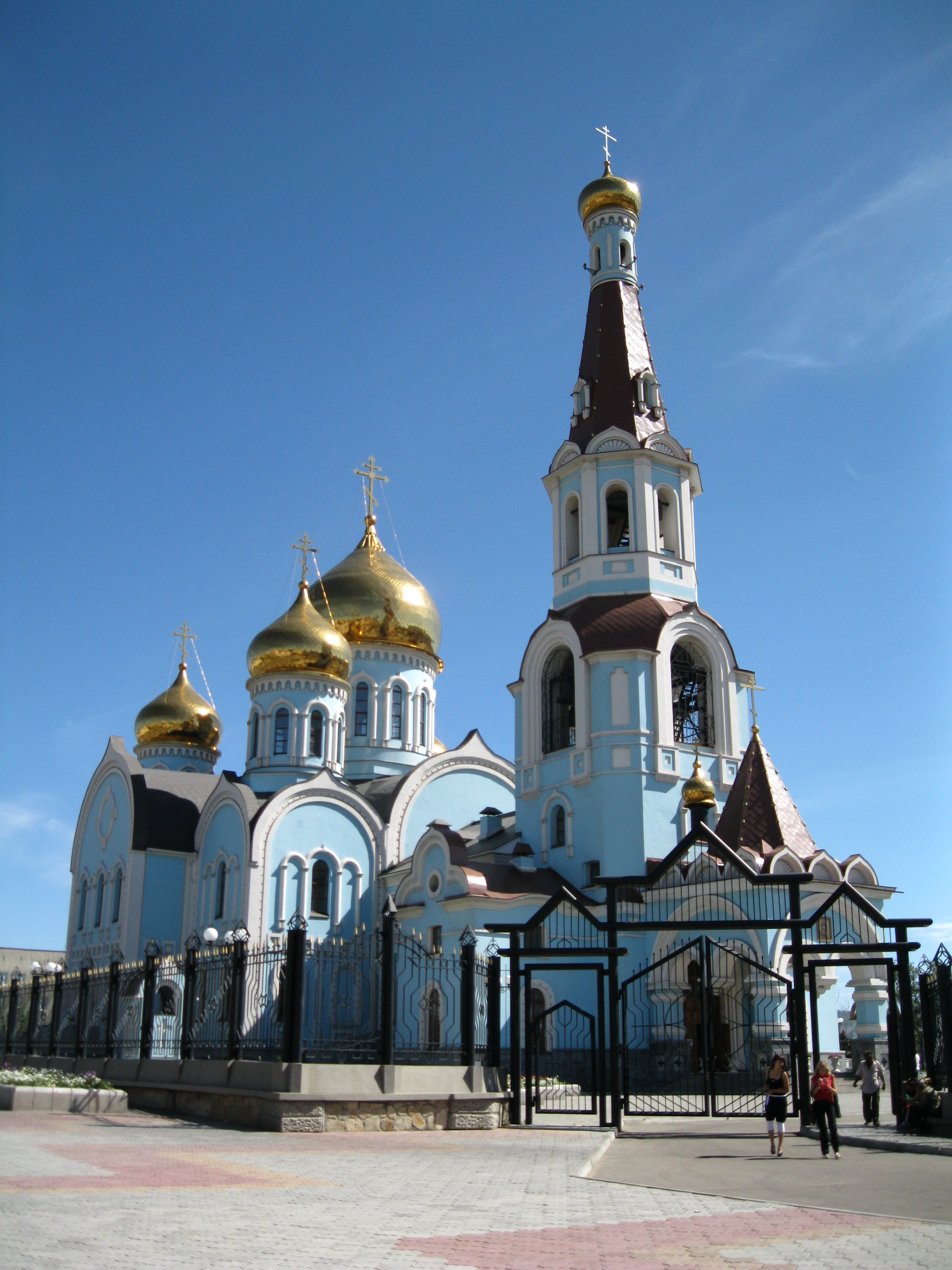
La cattedrale di Nostra Signora di Kazan di Čita.

L'eparchia di Čita (in russo: Читинская епархия) è una diocesi della Chiesa ortodossa russa, appartenente alla metropolia della Transbajkalia.

## Territorio
L'eparchia comprende parte del territorio della Transbajkalia nel circondario federale dell'Estremo Oriente.
Sede eparchiale è la città di Čita, dove si trova la cattedrale di Nostra Signora di Kazan. L'eparca ha il titolo ufficiale di «metropolita di Čita e Petrovsk-Zabajkal'skij».
Nel 2010 l'eparchia è suddivisa in 4 decanati per un totale di 73 chiese.

## Storia
L'eparchia di Čita fu istituita la prima volta il 12 marzo 1894 per separazione dall'eparchia di Irkutsk e soppressa nel 1930. Agli inizi del Novecento l'eparchia contava oltre 400.000 fedeli ortodossi, 338 luoghi di culto, oltre 220 monasteri e quasi 200 scuole parrocchiali.
Nel 1948 fu restaurata l'eparchia di Irkutsk a cui fu unita anche la Transbajkalia. L'eparchia assunse il nome di "eparchia di Irkutsk e Čita". Il 21 aprile 1994 fu eretta una diocesi indipendente per la Transbajkalia con il nome di "eparchia di Čita e della Transbajkalia".
Il 10 ottobre 2009 ha ceduto porzioni del suo territorio a vantaggio dell'erezione dell'eparchia di Ulan-Udė, e contestualmente ha assunto il nome attuale. Il 25 dicembre 2014 ha ceduto un'ulteriore porzione di territorio per l'erezione dell'eparchia di Nerčinsk.